# Praia da Falésia

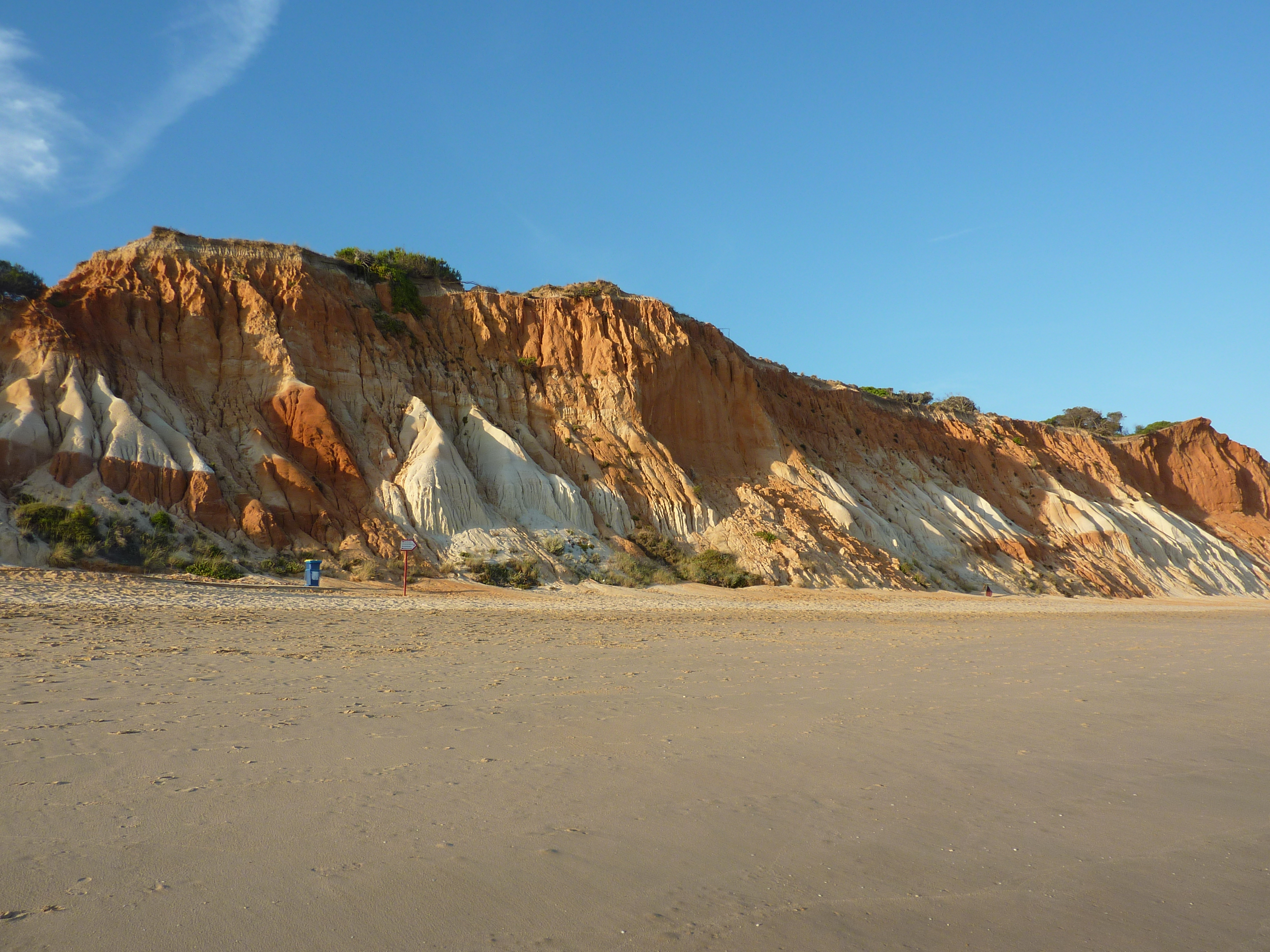
Bizarre Sandsteinfelsen

Praia da Falésia (Steilküstenstrand) ist ein etwa 6 km langer Sandstrand im Landkreis von Albufeira. Der Strand im Süden der Algarve ist bekannt für seine roten, mit Pinien bewachsenen Sandsteinfelsen. Praia da Falésia zählt zu den bekanntesten Stränden Portugals.
Koordinaten: 37° 5′ 12″ N, 8° 10′ 12″ W